# 华龙街 (北京)
39°54′40″N 116°24′26″E / 39.9110281°N 116.4073393°E

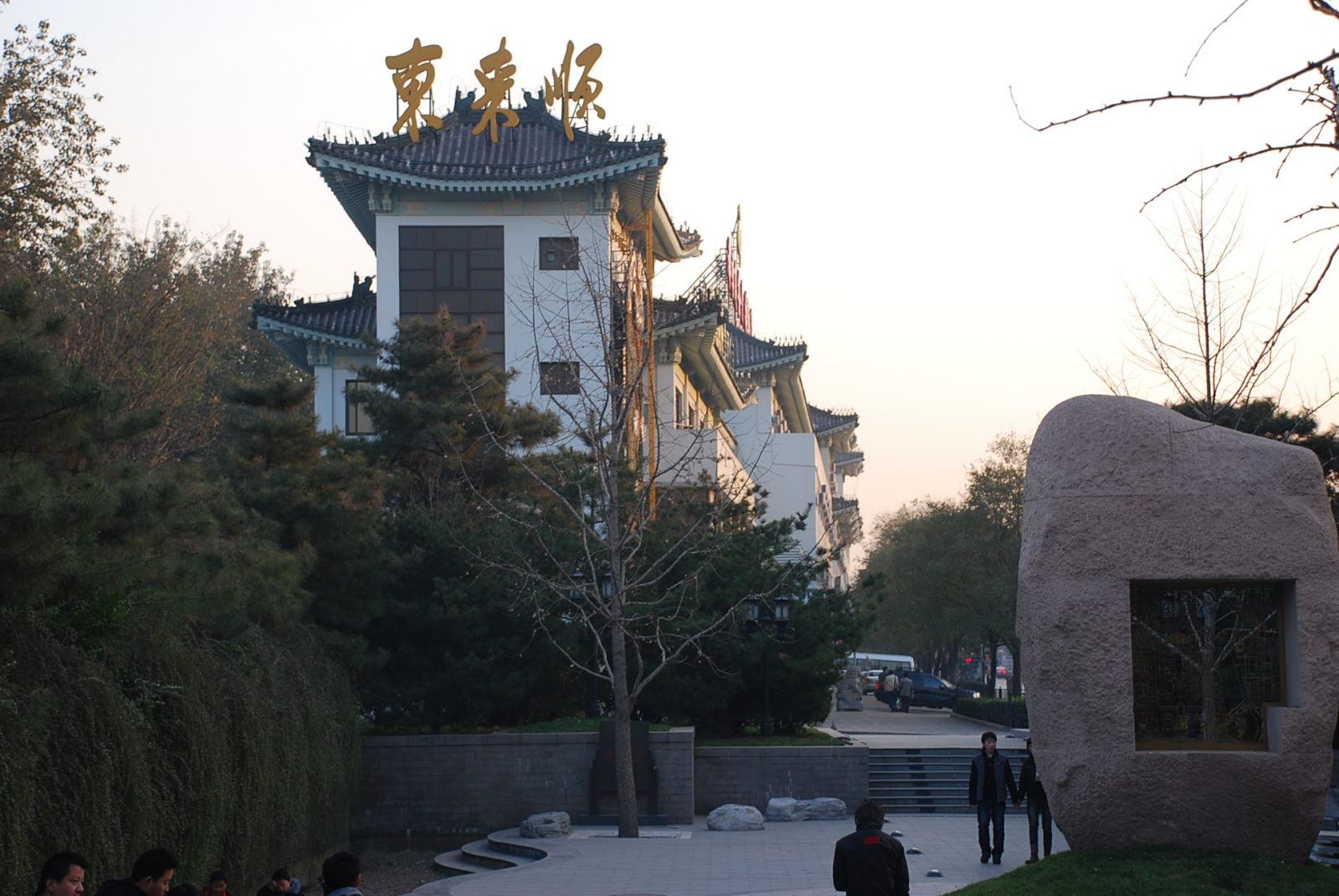
位于华龙街E座的东来顺饭庄华龙街店，地处华龙街最北端。自北向南拍摄。近处是皇城根遗址公园南端，左侧白色建筑群为华龙街，右侧被巨石挡住的是南河沿大街

华龙街，位于北京市东城区南河沿大街，是一组综合性商业设施。

## 简介
华龙街位于南河沿大街和晨光街之间，北到大甜水井胡同，南与北京贵宾楼饭店相对。1988年，华龙街兴建。1990年2月，由东城北新、景山公司施工，北京市东城区建设工程质量监督站负责监督管理的华龙街工程被评定为东城区级优质工程。
华龙街建成后，融商务、美食、办公功能于一体，云集了餐饮业、酒店业等商户。1990年，北京肯德基有限公司华龙街快餐厅开业，这是继1987年11月12日前门快餐厅开业、1989年1月29日东四快餐厅开业之后，北京开设的第三家肯德基快餐厅，华龙街快餐厅主要从事外卖业务。东来顺饭庄华龙街店位于华龙街E座，是北京东来顺集团公司的门店，是一家清真餐饮店。北京都季商务快捷酒店位于华龙街C座、D座。